# Strażnica WOP Żużel
Strażnica WOP Żużel – podstawowy pododdział graniczny Wojsk Ochrony Pogranicza pełniący służbę ochronną na granicy polsko-radzieckiej.

## Formowanie i zmiany organizacyjne
Strażnica została sformowana w 1945 w strukturze 33 komendy odcinka jako 152 strażnica WOP (Żużel) o stanie 56 żołnierzy. Kierownictwo strażnicy stanowili: komendant strażnicy, zastępca komendanta do spraw polityczno-wychowawczych i zastępca do spraw zwiadu. Strażnica składała się z dwóch drużyn strzeleckich, drużyny fizylierów, drużyny łączności i gospodarczej. Etat przewidywał także instruktora do tresury psów służbowych oraz instruktora sanitarnego.
W 1945 i na początku 1946 trzy strażnice 33 komendy odcinka, w tym 152 strażnica WOP, pozostawała w Chełmie.
W 1951 została wytyczona nowa linia graniczna. Zaistniała potrzeba przeniesienia strażnic. Strażnica WOP Żużel przeniesiona została do m. Korczmin

## Ochrona granicy
Strażnice sąsiednie
151 strażnica WOP Bełz ⇔ 153 strażnica WOP Uhnów –1946

## Dowódcy strażnicy
- por. Ryngwalski – (był 14.05.46)[5]